# Янсен, Иоганн Вольдемар
Иога́нн Вольдема́р Я́нсен (эст. Johann Voldemar Jannsen, Jaan Jensen; 15 мая 1819 года, Вяндра, Лифляндская губерния — 13 июля 1890 года, Тарту, Лифляндская губерния) — эстонский поэт, журналист, лидер эстонского национального движения.

## Биография
Один из деятелей культуры периода пробуждения в Эстонии. Лютеранин.
По профессии учитель. В 1850—1863 гг. преподавал в г. Пернове (Пярну), где в 1857 г. начал свою журналистско-издательскую деятельность (основал в Пернове еженедельник «Perno Postimees ehk Näddalileht» — «Перновский почтальон или Еженедельник»). В 1863 г. Янсен переехал в Дерпт, где он приобрел известность как издатель газеты «Eesti Postimees» («Ээсти постимеэс») (1864—1880).
Первым официально стал использовать в качестве названия эстов словосочетание «эстонский народ» (эст. eesti rahvas), вместо прежнего — «местный народ, народ земли» (эст. maarahvas). Он считал, что пение и музыка, особенно в группе, являются мощным инструментом для стимулирования национального духа.

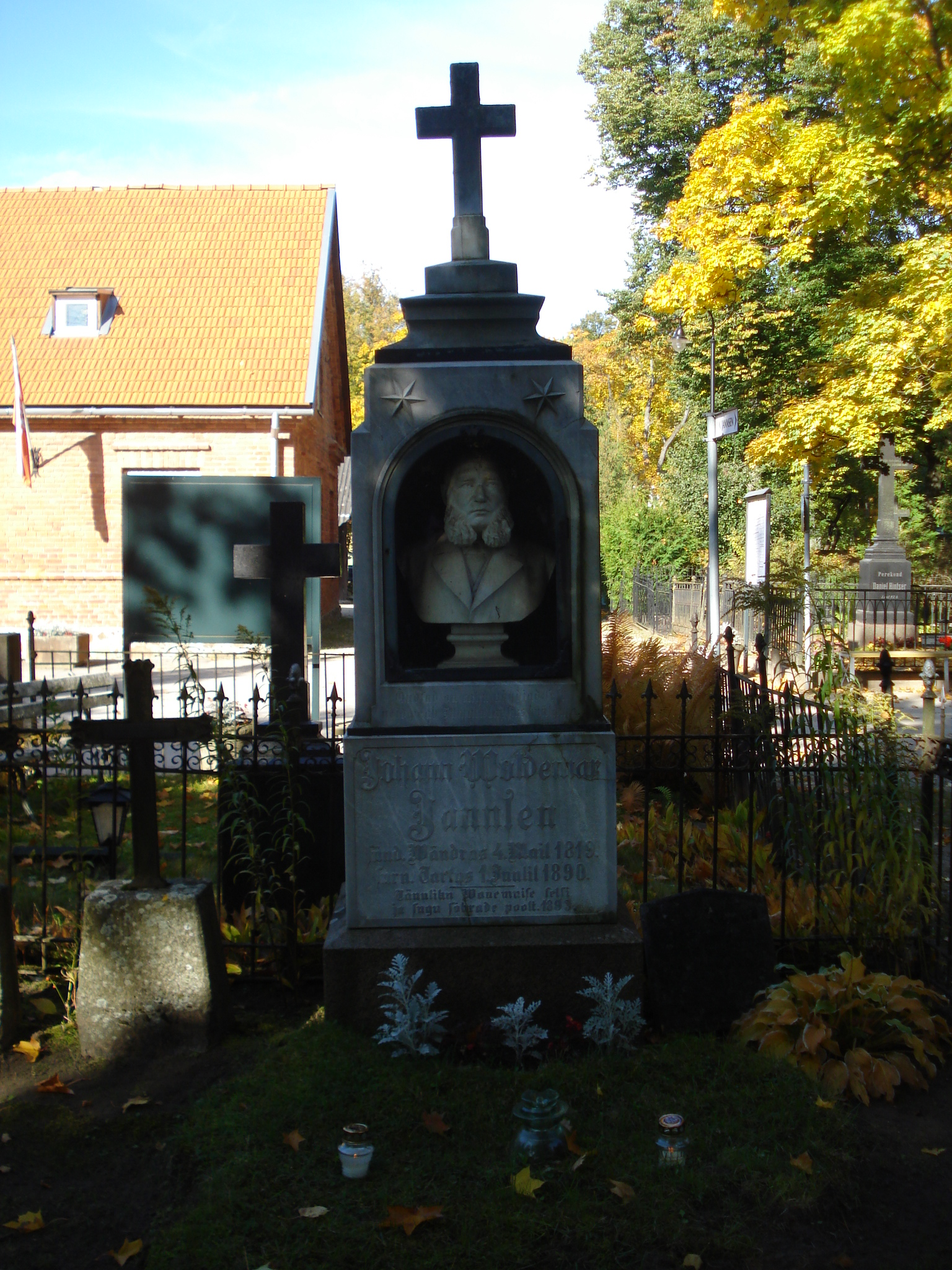
Могила Янсена в Тарту

Янсен и его дочь поэтесса Лидия Койдула были основателями в 1865 году певческого общества «Ванемуйне». Он был инициатором всеэстонских певческих праздников (первый — летом 1869 г.). В память об этом певческом празднике в Тарту установлен памятник.
Возглавлял Дерптское, а затем Верроское общества земледельцев. Янсен выступал за буржуазное развитие Эстонии, пропагандировал выкуп хуторов в собственность или передачу их в аренду. Написал слова к эстонскому гимну Mu isamaa, mu õnn ja rõõm (Отчизна, моё счастье и радость моя). В 1880 году Янсен был парализован, и умер десять лет спустя в Дерпте.
Приходится отцом писателю, журналисту и редактору Гарри Янсену.